# 布赖恩·奥利弗
布赖恩·奥利弗（英語：Brian Oliver，1929年9月26日—2015年10月20日），澳大利亚男子田径运动员。他曾代表澳大利亚参加1950年和1954年英联邦运动会田径比赛，获得一枚金牌和三枚铜牌。他也曾参加1956年夏季奥运会。